# 강인 제어
제어이론에서 강인 제어(robust control)는 불확실성을 명시적으로 다루는 컨트롤러 설계에 대한 접근 방식이다. 강인 제어 방식은 불확실한 매개변수나 외란이 일부(일반적으로 콤팩트 공간) 집합 내에서 발견되는 경우 제대로 작동하도록 설계되었다. 강인 방식은 제한된 모델링 오류가 있는 경우 강력한 성능 및 안정성을 달성하는 것을 목표로 한다.
보드(Bode)와 다른 사람들의 초기 방식은 상당히 강인한 방식이었다. 1960년대와 1970년대에 발명된 상태-공간 방식은 때로는 견고성이 부족한 것으로 밝혀져 이를 개선하려는 연구가 촉발되었다. 이는 1980년대와 1990년대에 형성되어 오늘날에도 여전히 유효한 강인 제어 이론의 시작이었다.
적응 제어 정책과 달리 강인 제어 정책은 정적이다. 즉, 변동 측정에 적응하는 것이 아니라 컨트롤러는 특정 변수가 알려지지 않았지만 제한적이라는 가정 하에 작동하도록 설계되었다.